# Leah Ayres
Leah Ayres (Baltimora, 28 maggio 1957) è un'attrice statunitense.

## Biografia
Nata a Baltimora nel Maryland, interpretò il ruolo di Valerie Bryson nella serie The Edge of Night, nei primi anni 1980. Interpretò, inoltre, la parte di Marcia Brady nei sei episodi della serie drammatica The Bradys, uno dei numerosi spin off della Brady Bunch. Fu prodotto nel 1989 e debuttò il 6 febbraio 1990. L'Ayres è famosa anche per il suo ruolo nel film Senza esclusione di colpi, accanto a Jean-Claude Van Damme, Donald Gibb, e Bolo Yeung. Il suo agente dell'epoca le suggerì di non interpretare il ruolo di Victor, l'eccentrica guida turistica di Hong Kong. Questo è stato un momento cruciale nella sua carriera, seguita da una nomination della World B Grade Movie per la categoria dei "classici di Karate/Kung Fu".

## Filmografia parziale

### Cinema
- All That Jazz - Lo spettacolo comincia (All That Jazz), regia di Bob Fosse (1979)
- La fuga di Eddie Macon (Eddie Macon's Run), regia di Jeff Kanew (1983)
- The Burning, regia di Tony Maylam (1981)
- Senza esclusione di colpi (Bloodsport), regia di Newt Arnold (1988)
- I protagonisti (The Player), regia di Robert Altman (1992)

### Televisione
- Ai confini della notte (The Edge of Night) – soap opera, 273 puntate (1981-1983)
- A cuore aperto (St. Elsewhere) – serie TV, 5 episodi (1985-1986)
- Walker Texas Ranger (Walker, Texas Ranger) – serie TV, episodi 3x21-4x06 (1995)